# ChangesNowBowie
Albums de David Bowie
Conversation Piece
(2019)
ChangesNowBowie est un album de David Bowie sorti en 2020.

## Histoire
En novembre 1996, David Bowie enregistre neuf chansons pour une émission rétrospective de BBC Radio 1 intitulée ChangesNowBowie, en référence aux compilations ChangesOneBowie (1976) et ChangesTwoBowie (1981). Le chanteur se trouve alors à New York, en pleines répétitions pour le concert qu'il doit donner au Madison Square Garden le 9 janvier 1997 pour célébrer son cinquantième anniversaire. Il est accompagné sur ces neuf chansons par un groupe réduit composé de Reeves Gabrels à la guitare, Gail Ann Dorsey à la basse et Mark Plati aux claviers.
L'émission ChangesNowBowie est diffusée le 8 janvier 1997 au Royaume-Uni. Les chansons de Bowie sont entrecoupées d'extraits d'un entretien du chanteur avec Mary Anne Hobbs et de messages de vœux enregistrés par diverses célébrités. Cette émission circule par la suite sous forme d'enregistrement pirate parmi les fans de Bowie.
En 2020, Parlophone annonce la parution de ChangesNowBowie en vinyle et CD à l'occasion du Record Store Day, le 17 avril. En raison de la pandémie de Covid-19, le Record Store Day est repoussé au 20 juin, mais l'album est tout de même mis à disposition en streaming le jour où il était censé paraître.

## Fiche technique

### Titres
Toutes les chansons sont écrites et composées par David Bowie, sauf mention contraire.
| No | Titre                      | Auteur                      | Durée |
| -- | -------------------------- | --------------------------- | ----- |
| 1. | The Man Who Sold the World |                             | 4:01  |
| 2. | Aladdin Sane               |                             | 3:34  |
| 3. | White Light/White Heat     | Lou Reed                    | 3:43  |
| 4. | Shopping for Girls         | David Bowie, Reeves Gabrels | 3:31  |
| 5. | Lady Stardust              |                             | 3:32  |
| 6. | The Supermen               |                             | 3:12  |
| 7. | Repetition                 |                             | 3:01  |
| 8. | Andy Warhol                |                             | 2:35  |
| 9. | Quicksand                  |                             | 4:46  |

### Musiciens
- David Bowie : chant
- Reeves Gabrels : guitare
- Gail Ann Dorsey : basse, chœurs
- Mark Plati : claviers